# 사랑이 문을 두드릴 때
"사라이 문을 두드릴 때"는 1961년 공개된 대한민국의 영화이다.

## 배역
- 조미령 : 유하 역
- 김진규 : 훈 역
- 문정숙 : 정원 역
- 엄앵란 : 미원 역